# El centro de mi amor
«El centro de mi amor» es el cuarto sencillo de la cantante Chenoa, extraído de su primer disco homónimo Chenoa, a pesar de que el sencillo no contó con videoclip ni promoción, la calidad del tema permitió que sonará algo en España y llegará al #28.

## Repercursión singe
| Canción              | Pos.España |
| El centro de mi amor | #28        |
| -------------------- | ---------- |

## Información adicional single
-Letra
-Enlace a canción(YouTube)
- Datos: Q5824298